# Cantone di Maignelay-Montigny
Il Cantone di Maignelay-Montigny era una divisione amministrativa dell'arrondissement di Clermont.
È stato soppresso a seguito della riforma complessiva dei cantoni del 2014, che è entrata in vigore con le elezioni dipartimentali del 2015.
Comprendeva i comuni di:
- Coivrel
- Courcelles-Epayelles
- Crèvecœur-le-Petit
- Domfront
- Dompierre
- Ferrières
- Le Frestoy-Vaux
- Godenvillers
- Léglantiers
- Maignelay-Montigny
- Ménévillers
- Méry-la-Bataille
- Montgérain
- Le Ployron
- Royaucourt
- Sains-Morainvillers
- Saint-Martin-aux-Bois
- Tricot
- Wacquemoulin
- Welles-Pérennes